# تال تال
تال تال (به اسپانیایی: Taltal) یک بخش (کمون) در شیلی است که در استان آنتوفاگاستا واقع شده‌است.

## خصوصیات
تال تال ۲۰٬۴۰۵٫۱ کیلومترمربع مساحت و ۱۱٬۱۳۲ نفر جمعیت دارد و ۲٬۰۹۸ متر بالاتر از سطح دریا واقع شده‌است.